# Aljos Farjon
Aljos Farjon (* 1946) ist ein niederländischer Botaniker, der sich auf Nadelbäume spezialisierte.
Sein botanisches Autorenkürzel lautet „Farjon“.
Nach seinem Studium an der Universität Utrecht arbeitete er in den Kew Gardens (London). 
Er ist seit 1991 Mitglied der Linnean Society of London. 
Farjon hat 80 Artikel und 7 Bücher hauptsächlich zur Koniferen-Systematik veröffentlicht.